# 安加斯科查山 (阿科班比亞區)
12°38′20″S 75°24′50″W / 12.63889°S 75.41389°W
安加斯科查山（Angascocha），是秘魯的山峰，位於該國中南部萬卡韋利卡大區，由萬卡韋利卡省的阿科班比亞區負責管轄，屬於瓊塔山脈的一部分，海拔高度5,000米。